# Elecciones provinciales de Mendoza de 1995
Las elecciones generales de la provincia de Mendoza de 1995 tuvieron lugar el domingo 14 de mayo del mencionado año, al mismo tiempo que las elecciones presidenciales y legislativas a nivel nacional. Se realizaron con el objetivo de renovar los cargos de Gobernador y Vicegobernador, 24 de los 48 escaños de la Cámara de Diputados, y 19 de los 38 escaños del Senado Provincial, componiendo los poderes ejecutivo y legislativo de la provincia para el período 1995-1999. Fueron las cuartas elecciones provinciales desde la restauración de la democracia en Argentina, y vigésimas desde la instauración del sufragio secreto.
Para estas elecciones el Partido Justicialista (PJ), oficialista a nivel provincial y nacional, presentó a Arturo Lafalla como candidato a la gobernación. Por su parte, las dos principales expresiones de la oposición nacional, la Unión Cívica Radical (UCR) y el Frente País Solidario (FREPASO), que se contrapesaron mutuamente en las elecciones nacionales y de la mayoría de las provincias, acordaron en Mendoza una candidatura conjunta. Siendo la provincia de la que el candidato presidencial del FREPASO, José Octavio Bordón, había sido gobernador entre 1987 y 1991, cuando formaba parte del PJ, se esperaba una batalla electoral compleja entre Lafalla y el radical Víctor Fayad, que concurría apoyado por el FREPASO. El provincial Partido Demócrata (PD) presentó a Carlos Balter como tercer candidato coherente.
A pesar del pacto entre Bordón y Fayad, la ola de victorias de los candidatos provinciales favorables al presidente Carlos Menem no se pudo evitar en la contienda mendocina, y Lafalla resultó elegido con el 43.00% de los votos contra el 36.94% que obtuvo la combinación de las dos boletas que apoyaban a Fayad (20.46% para la UCR y 16.48% para el FREPASO). Balter se ubicó en tercer lugar con el 17.88%. La participación fue del 85.37% del electorado registrado. Los cargos electos asumieron el 10 de diciembre de 1995.

## Renovación legislativa
| Sección Electoral | Cámara de Diputados | Cámara de Diputados | Cámara de Senadores | Cámara de Senadores |
| Sección Electoral | Diputados           | A renovar           | Senadores           | A renovar           |
| ----------------- | ------------------- | ------------------- | ------------------- | ------------------- |
| 1                 | 16                  | 8                   | 12                  | 6                   |
| 2                 | 12                  | 6                   | 10                  | 5                   |
| 3                 | 10                  | 5                   | 8                   | 4                   |
| 4                 | 10                  | 5                   | 8                   | 4                   |
| Total             | 48                  | 24                  | 38                  | 19                  |

## Resultados

### Gobernador y vicegobernador
| Fórmula               | Fórmula               | Partido               | Partido                                       | Partido                                       | Votos   | %     |
| Gobernador            | Vicegobernador        | Partido               | Partido                                       | Partido                                       | Votos   | %     |
| --------------------- | --------------------- | --------------------- | --------------------------------------------- | --------------------------------------------- | ------- | ----- |
| Arturo Lafalla        | Jorge Antonio López   |                       | Partido Justicialista                         | Partido Justicialista                         | 325.142 | 43,00 |
| Víctor Fayad          | Augusto Clausen       |                       |                                               | Unión Cívica Radical                          | 154.714 | 20,46 |
| Víctor Fayad          | Augusto Clausen       |                       | Frente País Solidario                         | 124.584                                       | 16,48   |       |
| Víctor Fayad          | Augusto Clausen       | Total                 | Total                                         | Total                                         | 279.298 | 36,94 |
| Carlos Balter         | Teresa Peltier        |                       | Partido Demócrata                             | Partido Demócrata                             | 135.207 | 17,88 |
|                       |                       |                       | Movimiento por la Dignidad y la Independencia | Movimiento por la Dignidad y la Independencia | 5.310   | 0,70  |
|                       |                       |                       | Solidaridad                                   | Solidaridad                                   | 4.689   | 0,62  |
|                       |                       |                       | Movimiento de Integración y Desarrollo        | Movimiento de Integración y Desarrollo        | 2.984   | 0,39  |
|                       |                       |                       | Alianza Sur (Corriente del Sur - PSOL)        | Alianza Sur (Corriente del Sur - PSOL)        | 2.222   | 0,29  |
|                       |                       |                       | Movimiento Socialista de los Trabajadores     | Movimiento Socialista de los Trabajadores     | 1.344   | 0,18  |
| Votos positivos       | Votos positivos       | Votos positivos       | Votos positivos                               | Votos positivos                               | 756.196 | 95,47 |
| Votos en blanco       | Votos en blanco       | Votos en blanco       | Votos en blanco                               | Votos en blanco                               | 30.220  | 3,82  |
| Votos nulos           | Votos nulos           | Votos nulos           | Votos nulos                                   | Votos nulos                                   | 5.479   | 0,69  |
| Diferencia de actas   | Diferencia de actas   | Diferencia de actas   | Diferencia de actas                           | Diferencia de actas                           | 186     | 0,02  |
| Participación         | Participación         | Participación         | Participación                                 | Participación                                 | 792.081 | 85,37 |
| Electores registrados | Electores registrados | Electores registrados | Electores registrados                         | Electores registrados                         | 927.767 | 100   |
| Fuente:               |                       |                       |                                               |                                               |         |       |

### Cámara de Diputados
| ← 1993 · Cámara de Diputados · 1997 → | ← 1993 · Cámara de Diputados · 1997 →         | ← 1993 · Cámara de Diputados · 1997 → | ← 1993 · Cámara de Diputados · 1997 → | ← 1993 · Cámara de Diputados · 1997 → |
| Partido                               | Partido                                       | Votos                                 | %                                     | Bancas                                |
| ------------------------------------- | --------------------------------------------- | ------------------------------------- | ------------------------------------- | ------------------------------------- |
|                                       | Partido Justicialista                         | 321.479                               | 44,31                                 | 12/24                                 |
|                                       | Unión Cívica Radical                          | 146.225                               | 20,15                                 | 5/24                                  |
|                                       | Partido Demócrata                             | 131.237                               | 18,09                                 | 4/24                                  |
|                                       | Frente País Solidario                         | 111.569                               | 15,38                                 | 3/24                                  |
|                                       | Movimiento por la Dignidad y la Independencia | 5.999                                 | 0,83                                  |                                       |
|                                       | Solidaridad                                   | 3.950                                 | 0,54                                  |                                       |
|                                       | Alianza Sur (Corriente del Sur - PSOL)        | 2.728                                 | 0,38                                  |                                       |
|                                       | Movimiento Socialista de los Trabajadores     | 1.502                                 | 0,21                                  |                                       |
|                                       | Movimiento de Integración y Desarrollo        | 855                                   | 0,12                                  |                                       |
| Votos positivos                       | Votos positivos                               | 725.544                               | 91,60                                 |                                       |
| Votos en blanco                       | Votos en blanco                               | 61.276                                | 7,74                                  |                                       |
| Votos nulos                           | Votos nulos                                   | 5.261                                 | 0,66                                  |                                       |
| Participación                         | Participación                                 | 792.081                               | 85,37                                 |                                       |
| Electores registrados                 | Electores registrados                         | 927.767                               | 100                                   |                                       |
| Fuente:                               |                                               |                                       |                                       |                                       |

#### Resultados por secciones electorales

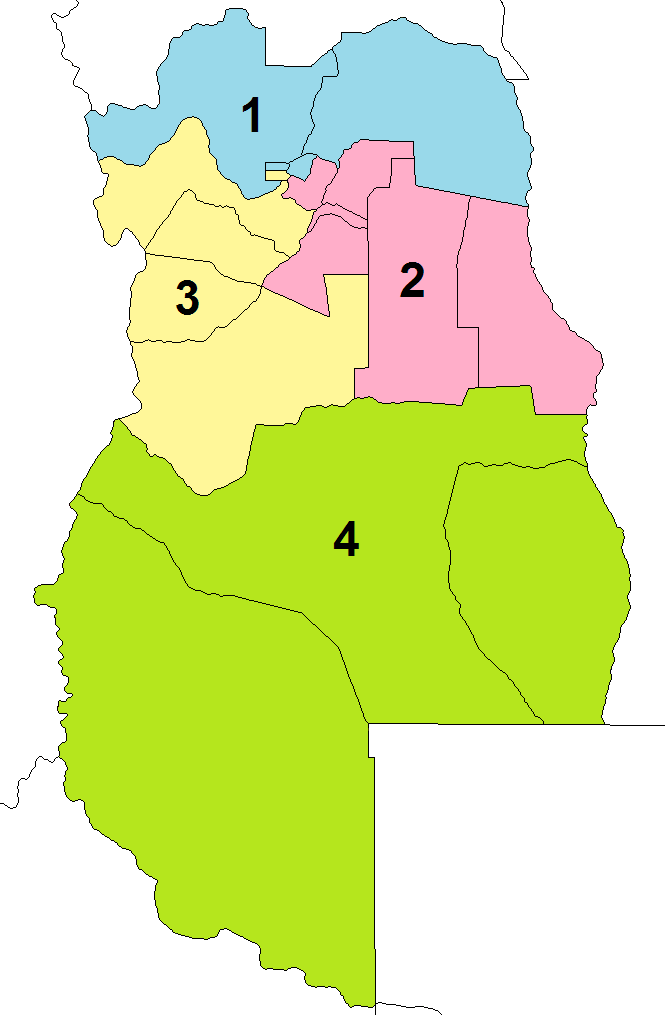
Secciones electorales de Mendoza:
1ª Sección
2ª Sección
3ª Sección
4ª Sección

| 1ª Sección Electoral 8 Diputados | 1ª Sección Electoral 8 Diputados | 1ª Sección Electoral 8 Diputados | 1ª Sección Electoral 8 Diputados | 1ª Sección Electoral 8 Diputados | 1ª Sección Electoral 8 Diputados                                         |
| Partido/Alianza                  | Partido/Alianza                  | Votos                            | %                                | Bancas                           | Electos                                                                  |
| -------------------------------- | -------------------------------- | -------------------------------- | -------------------------------- | -------------------------------- | ------------------------------------------------------------------------ |
|                                  | Partido Justicialista            | 120.719                          | 44,87                            | 4/8                              | - Juan Marchena - Daniel Armando Gómez - María A. Correa - Mario R. Díaz |
|                                  | Unión Cívica Radical             | 58.172                           | 21,62                            | 2/8                              | - Eduardo Cicchitti - Sergio Bruni                                       |
|                                  | Frente País Solidario            | 44.230                           | 16,44                            | 1/8                              | - Ricardo Daniel Pettignano                                              |
|                                  | Partido Demócrata                | 39.961                           | 14,85                            | 1/8                              | - Aldo M. Vinci                                                          |
|                                  | Otros partidos                   | 5.934                            | 2,21                             |                                  |                                                                          |
| Votos positivos                  | Votos positivos                  | 269.016                          | 92,06                            |                                  |                                                                          |
| Votos en blanco                  | Votos en blanco                  | 21.141                           | 7,23                             |                                  |                                                                          |
| Votos nulos                      | Votos nulos                      | 2.056                            | 0,70                             |                                  |                                                                          |
| Total de votos                   | Total de votos                   | 292.213                          | 100                              |                                  |                                                                          |
| 2ª Sección Electoral 6 Diputados |                                  |                                  |                                  |                                  |                                                                          |
| Partido/Alianza                  | Partido/Alianza                  | Votos                            | %                                | Bancas                           | Electos                                                                  |
|                                  | Partido Justicialista            | 76.822                           | 46,06                            | 3/6                              | - Juan C. Márquez - Alfredo L. Ghilardi - Nidia Cristina Brachetta       |
|                                  | Partido Demócrata                | 37.833                           | 22,68                            | 1/6                              | - Gilberto Ignacio Lucero                                                |
|                                  | Unión Cívica Radical             | 26.119                           | 15,66                            | 1/6                              | - Aramando Pérez                                                         |
|                                  | Frente País Solidario            | 23.152                           | 13,88                            | 1/6                              | - Juan Alberto Rossello                                                  |
|                                  | Otros partidos                   | 2.857                            | 1,71                             |                                  |                                                                          |
| Votos positivos                  | Votos positivos                  | 166.783                          | 90,43                            |                                  |                                                                          |
| Votos en blanco                  | Votos en blanco                  | 16.457                           | 8,92                             |                                  |                                                                          |
| Votos nulos                      | Votos nulos                      | 1.193                            | 0,65                             |                                  |                                                                          |
| Total de votos                   | Total de votos                   | 184.433                          | 100                              |                                  |                                                                          |
| 3ª Sección Electoral 5 Diputados |                                  |                                  |                                  |                                  |                                                                          |
| Partido/Alianza                  | Partido/Alianza                  | Votos                            | %                                | Bancas                           | Electos                                                                  |
|                                  | Partido Justicialista            | 73.151                           | 42,29                            | 2/5                              | - Guillermo S. Gallardo - Patricia Fadel                                 |
|                                  | Unión Cívica Radical             | 34.239                           | 19,80                            | 1/5                              | - Mario de Casas                                                         |
|                                  | Frente País Solidario            | 31.255                           | 18,07                            | 1/5                              | - Roberto Edgardo Centeno                                                |
|                                  | Partido Demócrata                | 30.826                           | 17,82                            | 1/5                              | - Raúl Octavio Llano                                                     |
|                                  | Otros partidos                   | 3.489                            | 2,02                             |                                  |                                                                          |
| Votos positivos                  | Votos positivos                  | 172.960                          | 92,03                            |                                  |                                                                          |
| Votos en blanco                  | Votos en blanco                  | 13.730                           | 7,31                             |                                  |                                                                          |
| Votos nulos                      | Votos nulos                      | 1.256                            | 0,67                             |                                  |                                                                          |
| Total de votos                   | Total de votos                   | 187.946                          | 100                              |                                  |                                                                          |
| 4ª Sección Electoral 5 Diputados |                                  |                                  |                                  |                                  |                                                                          |
| Partido/Alianza                  | Partido/Alianza                  | Votos                            | %                                | Bancas                           | Electos                                                                  |
|                                  | Partido Justicialista            | 50.787                           | 43,49                            | 3/5                              | - Ernesto Nieto - Abdón C. Rasso - Norma O. Bouza                        |
|                                  | Unión Cívica Radical             | 27.695                           | 23,71                            | 1/5                              | - Jorge Vergara Martínez                                                 |
|                                  | Partido Demócrata                | 22.617                           | 19,37                            | 1/5                              | - Hugo Mario Cruz                                                        |
|                                  | Frente País Solidario            | 12.932                           | 11,07                            |                                  |                                                                          |
|                                  | Otros partidos                   | 2.754                            | 2,36                             |                                  |                                                                          |
| Votos positivos                  | Votos positivos                  | 116.785                          | 91,60                            |                                  |                                                                          |
| Votos en blanco                  | Votos en blanco                  | 9.948                            | 7,80                             |                                  |                                                                          |
| Votos nulos                      | Votos nulos                      | 756                              | 0,59                             |                                  |                                                                          |
| Total de votos                   | Total de votos                   | 127.489                          | 100                              |                                  |                                                                          |

### Cámara de Senadores
| ← 1993 · Cámara de Senadores · 1997 → | ← 1993 · Cámara de Senadores · 1997 →         | ← 1993 · Cámara de Senadores · 1997 → | ← 1993 · Cámara de Senadores · 1997 → | ← 1993 · Cámara de Senadores · 1997 → |
| Partido                               | Partido                                       | Votos                                 | %                                     | Bancas                                |
| ------------------------------------- | --------------------------------------------- | ------------------------------------- | ------------------------------------- | ------------------------------------- |
|                                       | Partido Justicialista                         | 321.569                               | 44,15                                 | 10/19                                 |
|                                       | Unión Cívica Radical                          | 145.653                               | 20,00                                 | 4/19                                  |
|                                       | Partido Demócrata                             | 131.243                               | 18,02                                 | 3/19                                  |
|                                       | Frente País Solidario                         | 113.169                               | 15,54                                 | 2/19                                  |
|                                       | Movimiento por la Dignidad y la Independencia | 5.850                                 | 0,80                                  |                                       |
|                                       | Solidaridad                                   | 3.910                                 | 0,54                                  |                                       |
|                                       | Movimiento de Integración y Desarrollo        | 2.789                                 | 0,38                                  |                                       |
|                                       | Alianza Sur (Corriente del Sur - PSOL)        | 2.754                                 | 0,38                                  |                                       |
|                                       | Movimiento Socialista de los Trabajadores     | 1.491                                 | 0,20                                  |                                       |
| Votos positivos                       | Votos positivos                               | 728.428                               | 91,96                                 |                                       |
| Votos en blanco                       | Votos en blanco                               | 58.322                                | 8,01                                  |                                       |
| Votos nulos                           | Votos nulos                                   | 5.330                                 | 0,67                                  |                                       |
| Diferencia de actas                   | Diferencia de actas                           | 1                                     | 0,00                                  |                                       |
| Participación                         | Participación                                 | 792.081                               | 85,37                                 |                                       |
| Electores registrados                 | Electores registrados                         | 927.767                               | 100                                   |                                       |
| Fuente:                               |                                               |                                       |                                       |                                       |

#### Resultados por secciones electorales
| 1ª Sección Electoral 6 Senadores | 1ª Sección Electoral 6 Senadores | 1ª Sección Electoral 6 Senadores | 1ª Sección Electoral 6 Senadores | 1ª Sección Electoral 6 Senadores | 1ª Sección Electoral 6 Senadores                            |
| Partido/Alianza                  | Partido/Alianza                  | Votos                            | %                                | Bancas                           | Electos                                                     |
| -------------------------------- | -------------------------------- | -------------------------------- | -------------------------------- | -------------------------------- | ----------------------------------------------------------- |
|                                  | Partido Justicialista            | 120.279                          | 44,51                            | 3/6                              | - Carlos E. Kozusnik - Rolando E. Bordón - Irma Best        |
|                                  | Unión Cívica Radical             | 58.445                           | 21,63                            | 1/6                              | - Alberto Montbrun                                          |
|                                  | Frente País Solidario            | 44.597                           | 16,50                            | 1/6                              | - José Luis Martiarena                                      |
|                                  | Partido Demócrata                | 40.067                           | 14,83                            | 1/6                              | - Alberto O. Sánchez                                        |
|                                  | Otros partidos                   | 6.856                            | 2,54                             |                                  |                                                             |
| Votos positivos                  | Votos positivos                  | 270.244                          | 92,48                            |                                  |                                                             |
| Votos en blanco                  | Votos en blanco                  | 19.870                           | 6,80                             |                                  |                                                             |
| Votos nulos                      | Votos nulos                      | 2.099                            | 0,72                             |                                  |                                                             |
| Total de votos                   | Total de votos                   | 292.213                          | 100                              |                                  |                                                             |
| 2ª Sección Electoral 5 Senadores |                                  |                                  |                                  |                                  |                                                             |
| Partido/Alianza                  | Partido/Alianza                  | Votos                            | %                                | Bancas                           | Electos                                                     |
|                                  | Partido Justicialista            | 76.934                           | 45,77                            | 3/5                              | - Eduardo Córdoba - Horacio E. Delgado - Antonio S. Gutelli |
|                                  | Partido Demócrata                | 38.050                           | 22,64                            | 1/5                              | - Jorge E. Poblete                                          |
|                                  | Unión Cívica Radical             | 26.044                           | 15,49                            | 1/5                              | - Nicolás Roberto Sosa Paiva                                |
|                                  | Frente País Solidario            | 23.392                           | 13,92                            |                                  |                                                             |
|                                  | Otros partidos                   | 3.665                            | 2,18                             |                                  |                                                             |
| Votos positivos                  | Votos positivos                  | 168.085                          | 91,14                            |                                  |                                                             |
| Votos en blanco                  | Votos en blanco                  | 15.145                           | 8,21                             |                                  |                                                             |
| Votos nulos                      | Votos nulos                      | 1.203                            | 0,65                             |                                  |                                                             |
| Total de votos                   | Total de votos                   | 184.433                          | 100                              |                                  |                                                             |
| 3ª Sección Electoral 4 Senadores |                                  |                                  |                                  |                                  |                                                             |
| Partido/Alianza                  | Partido/Alianza                  | Votos                            | %                                | Bancas                           | Electos                                                     |
|                                  | Partido Justicialista            | 73.429                           | 42,35                            | 2/4                              | - Pablo A. Márquez - Norma Julia García                     |
|                                  | Unión Cívica Radical             | 34.190                           | 19,72                            | 1/4                              | - Julio Antonio Simón                                       |
|                                  | Frente País Solidario            | 31.926                           | 18,41                            | 1/4                              | - Ana María Montenegro                                      |
|                                  | Partido Demócrata                | 30.326                           | 17,49                            |                                  |                                                             |
|                                  | Otros partidos                   | 3.506                            | 2,02                             |                                  |                                                             |
| Votos positivos                  | Votos positivos                  | 173.377                          | 92,25                            |                                  |                                                             |
| Votos en blanco                  | Votos en blanco                  | 13.302                           | 7,08                             |                                  |                                                             |
| Votos nulos                      | Votos nulos                      | 1.267                            | 0,67                             |                                  |                                                             |
| Total de votos                   | Total de votos                   | 187.946                          | 100                              |                                  |                                                             |
| 4ª Sección Electoral 4 Senadores |                                  |                                  |                                  |                                  |                                                             |
| Partido/Alianza                  | Partido/Alianza                  | Votos                            | %                                | Bancas                           | Electos                                                     |
|                                  | Partido Justicialista            | 50.927                           | 43,63                            | 2/4                              | - Daniel O. Mazurenco - Raúl Cáceres                        |
|                                  | Unión Cívica Radical             | 26.974                           | 23,11                            | 1/4                              | - Valerio Morata                                            |
|                                  | Partido Demócrata                | 22.800                           | 19,53                            | 1/4                              | - Ernesto Rolán                                             |
|                                  | Frente País Solidario            | 13.254                           | 11,36                            |                                  |                                                             |
|                                  | Otros partidos                   | 2.768                            | 2,37                             |                                  |                                                             |
| Votos positivos                  | Votos positivos                  | 116.723                          | 91,56                            |                                  |                                                             |
| Votos en blanco                  | Votos en blanco                  | 10.005                           | 7,85                             |                                  |                                                             |
| Votos nulos                      | Votos nulos                      | 761                              | 0,60                             |                                  |                                                             |
| Total de votos                   | Total de votos                   | 127.489                          | 100                              |                                  |                                                             |